# Los comediantes
Los comediantes (originalmente, Funny Bones) es una película estadounidense del género comedia 1995, dirigida en 1995 por Peter Chelsom y con un metraje de 128 minutos

## Reparto
- Oliver Platt
- Oliver Reed
- Jerry Lewis
- Lee Evans
- George Carl
- Leslie Caron
- Ticky Holgado
- Richard Griffiths

Guionista: Peter Chelsom.
Banda Sonora: John Altman.
Productores: Peter Chelsom, Simon Fields.
Director de fotografía: Eduardo Serra.
Montador: Martin Walsh.
Productora: Hollywood Pictures.
Distribuidora internacional: Buena Vista International.
Distribuidora España (Estreno en cines): Buena Vista International Spain.

## Sinopsis
Un cómico abrumado por el éxito precedente de su padre, también cómico, vuelve a fracasar en un espectáculo en Las Vegas. Entonces viaja a Europa en busca de la pureza de la comedia para así poder renovarse, y lo que encuentra allí le resultará tan revelador que cambiará para siempre la relación padre-hijo.
Fuente: Sensacine.
Trailer: https://www.youtube.com/watch?v=EE1wCo3N6As
- Datos: Q30917576